# وادي سليانة
وادي سليانة وادٍ تونسي يسيل عبر ولايتي ولاية سليانة وولاية باجة، وهو يصب في وادي مجردة غرب مدينة تستور.

### مواضيع ذات علاقة
- وادي مجردة.